# Patbāgh
Patbāgh (persiska: Fatḩ Bāgh, پتباغ, فتح باغ) är en ort i Iran.   Den ligger i provinsen Golestan, i den norra delen av landet, 290 km öster om huvudstaden Teheran. Patbāgh ligger 58 meter över havet och antalet invånare är 121.
Terrängen runt Patbāgh är platt åt nordväst, men åt sydost är den kuperad.Runt Patbāgh är det ganska tätbefolkat, med 207 invånare per kvadratkilometer. Närmaste större samhälle är Gorgan, 6,9 km öster om Patbāgh. I omgivningarna runt Patbāgh växer i huvudsak blandskog.